# Witte waterstof
Witte waterstof, natuurlijke waterstof, ook “geologische waterstof” of “gouden waterstof” genoemd, is waterstof dat in zijn puurste vorm in de grond gevonden wordt. Volgens de U.S. Geological Survey zou wereldwijd meer dan 3 biljoen ton aan natuurlijke waterstof beschikbaar zijn in de ondergrond. “Het grootste deel daarvan is wellicht ontoegankelijk, maar de ontginning van slechts een beperkt deel kan al volstaan om aan de verwachte vraag naar waterstof te voldoen”, aldus hoofdonderzoeker Geoffrey Ellis.
Het grote voordeel van witte waterstof is dat voor de productie ervan geen energie nodig is.
Nabij het Noordfranse Metz werd een belangrijke vondst van witte waterstof gedaan.